# Психрофобия
Психрофобия (от др.-греч. ψυχρός — «холодный» + φόβος — «страх»), или хеймофобия (от др.-греч. χειμών — зима + φόβος — «страх») — навязчивый страх холода или страх замёрзнуть. В последнем случае является разновидностью танатофобии.

## Признаки
- Страх замерзнуть, отказ от выхода из дома;
- чрезмерное укутывание;
- раздражительность, навязчивые образы, связанные с холодом;
- подавляющий страх перед любым напоминанием о холоде и морозе;
- панические атаки[2].

## Причины
- Наследственность и генетика;
- навязанные страхи (например, кто-то из знакомых пострадал от холода);
- неудачный опыт[2].

## Лечение
Как и любая другая фобия, психрофобия требует обращения к специалисту для проведения психотерапии. При острых реакциях используются транквилизаторы. Для усиления терапии специалисты рекомендуют больным в период лечения избегать травмирующих психику ситуаций.